# Hamearis lucina
A lucina (Hamearis lucina) é uma espécie de insetos lepidópteros, mais especificamente de borboletas pertencente à família Riodinidae.

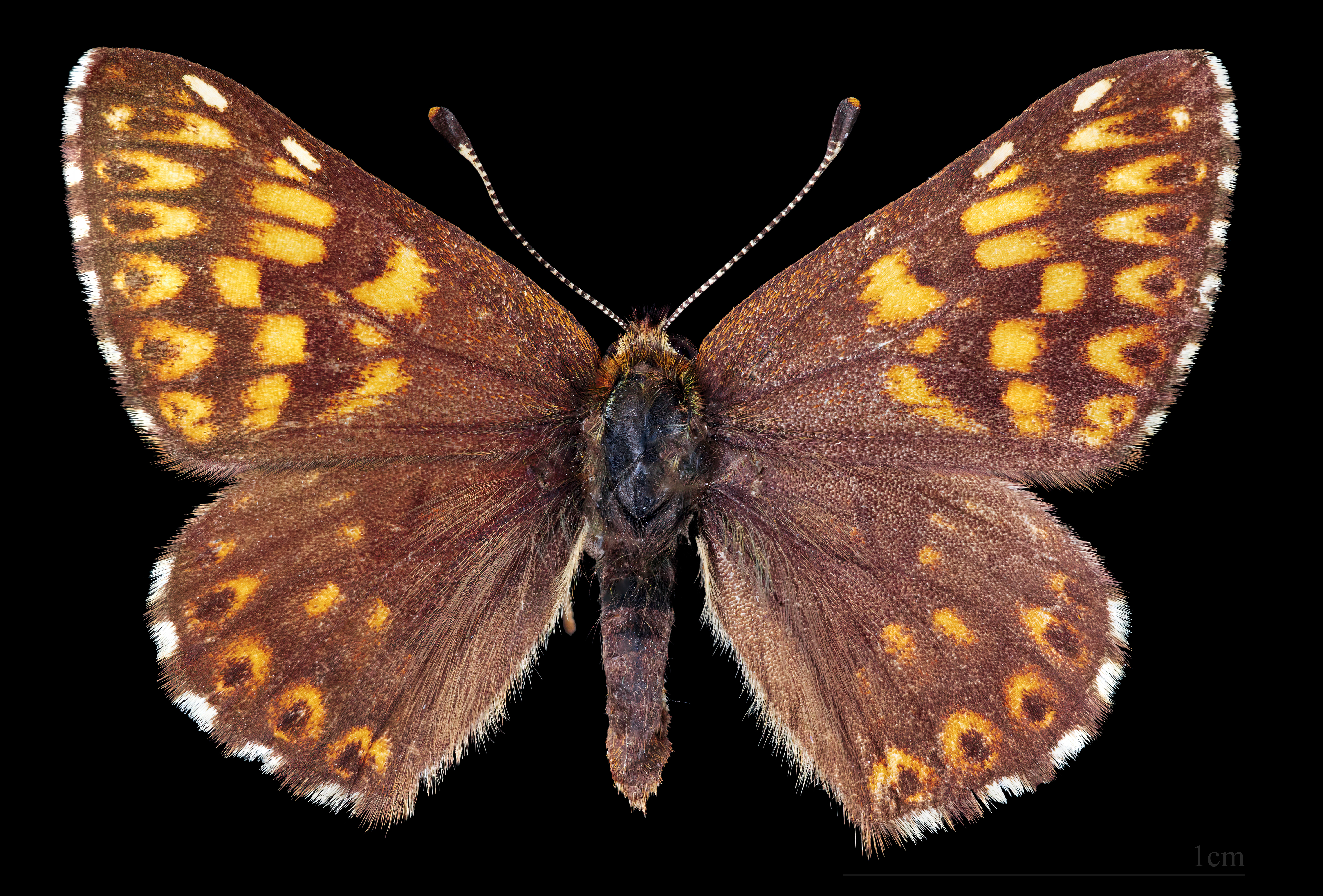
Hamearis lucina ♂
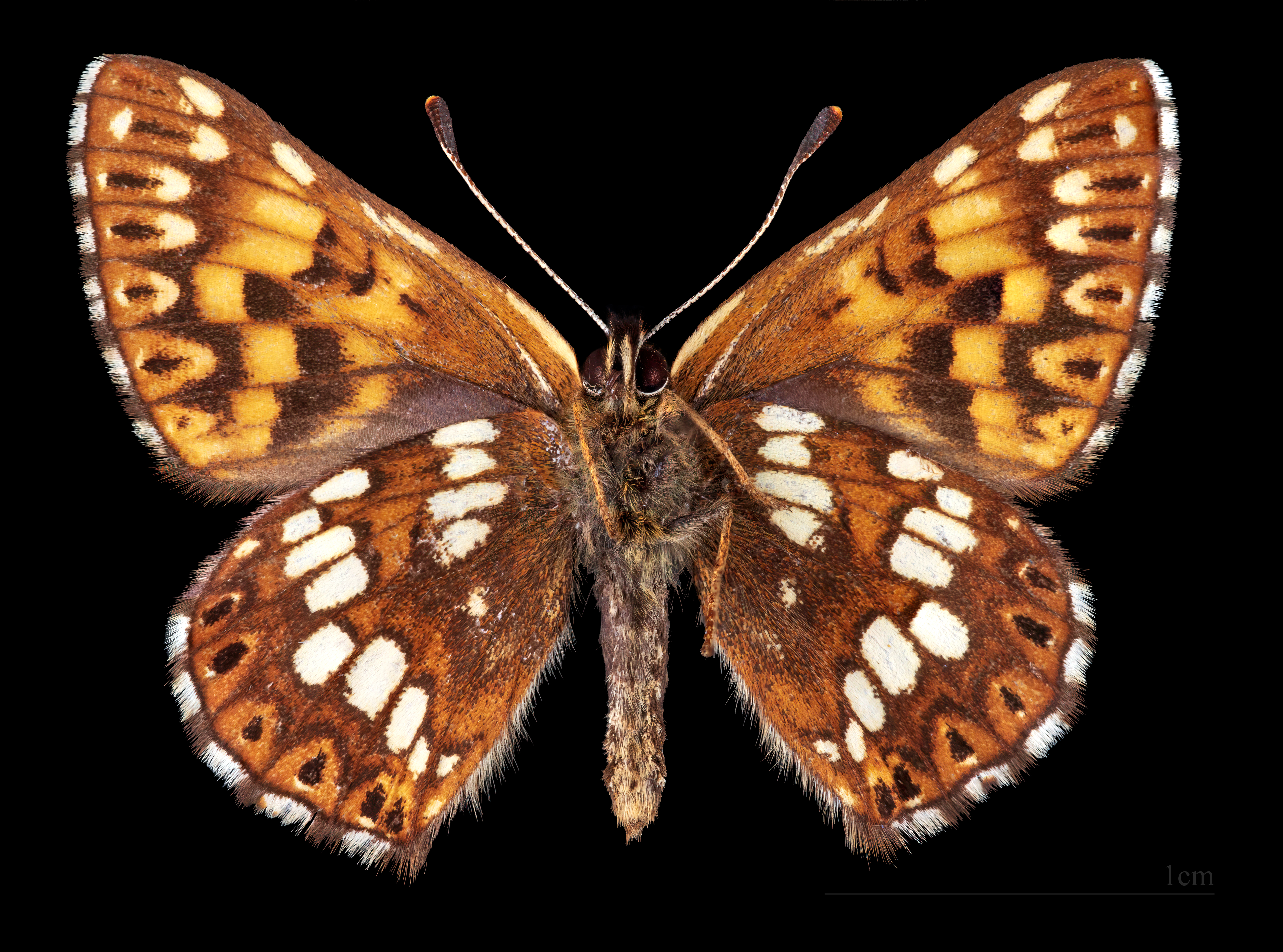
Hamearis lucina ♂   △
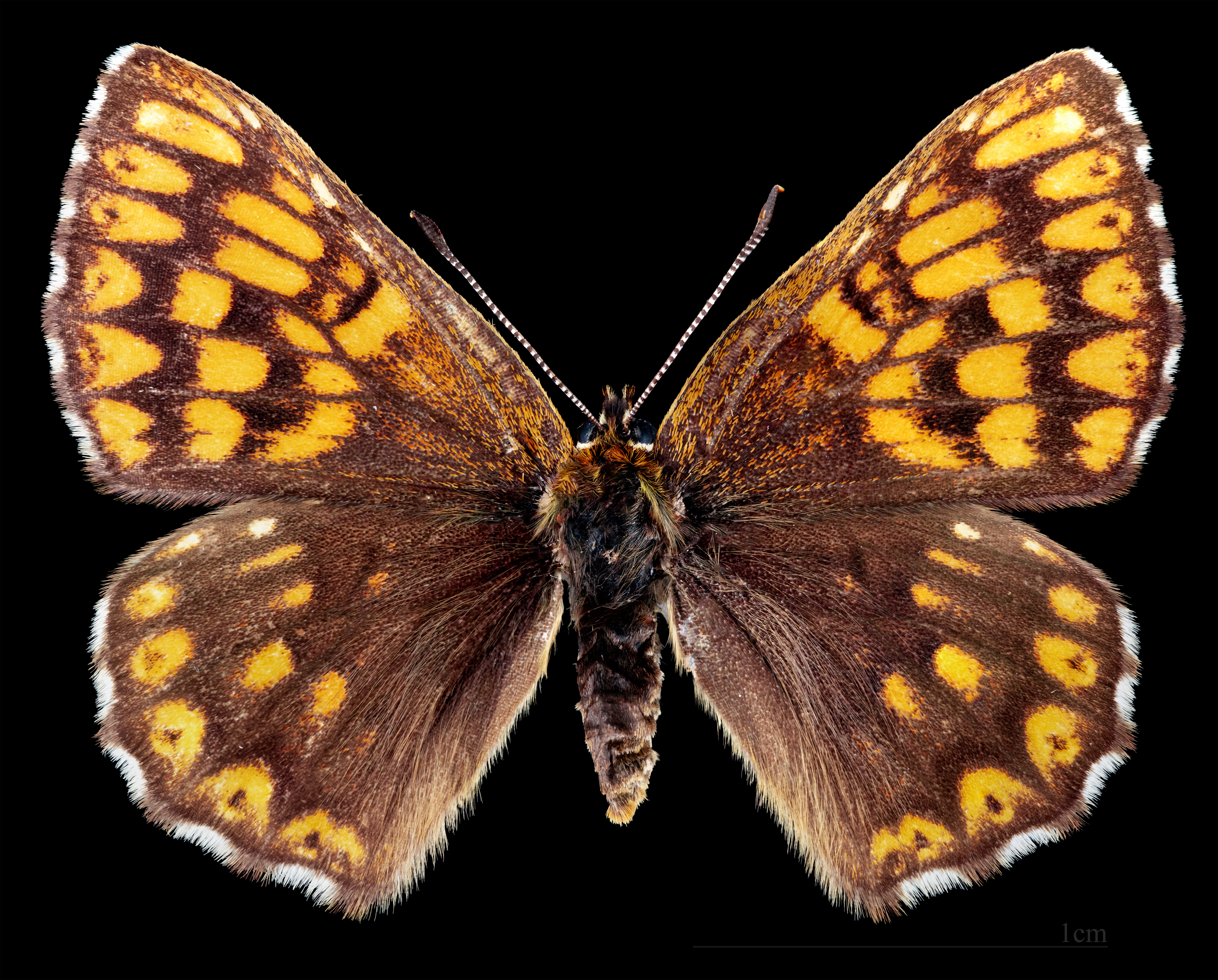
Hamearis lucina ♀

A autoridade científica da espécie é Linnaeus, tendo sido descrita no ano de 1758. É o único Riodinidae na Europa, conhecida como Duke of Burgundy, em inglês.
Trata-se de uma espécie presente no território português.